# 罗达德瓦拉
罗达德瓦拉，是西班牙加泰罗尼亚塔拉戈纳省的一个市镇。总面积16平方公里，总人口3639人（2001年），人口密度227人/平方公里。